# Marga Bakti (Lubuk Linggau Utara I)
Marga Bakti is een bestuurslaag in het regentschap Lubuklinggau van de provincie Zuid-Sumatra, Indonesië. Marga Bakti telt 1521 inwoners (volkstelling 2010).